# غریبه‌ها در شهر (فیلم ۱۹۷۰)
غریبه‌ها در شهر (به انگلیسی: The Out-of-Towners) یک فیلم کمدی آمریکایی محصول سال ۱۹۷۰ نوشته نیل سایمون، به کارگردانی آرتور هیلر با بازی جک لمون و سندی دنیس است. این فیلم توسط پارامونت پیکچرز در ۲۸ مه ۱۹۷۰ منتشر شد.

## داستان
مردی به اتفاق همسرش برای انجام مصاحبه برای یک شغل جدید، به نیویورک سفر می‌کند اما این سفر برای آن‌ها به یک کابوس تبدیل می‌شود. هواپیمای آنها تاخیر دارد. هتل‌شان را از دست می‌دهند. چمدان‌هایشان گم می‌شود. یک دزد تمام پول‌هایشان را می‌برد و آن ها گرسنه و درمانده در شهری چون نیویورک سرگردان می‌شوند. بالاخره تصمیم می‌گیرند که از بدست آوردن شغل جدید منصرف شده و به همان شهر کوچک‌شان بازگردند.